# Dieter Breit
Dieter Breit (* 1961 in Augsburg) ist ein deutscher evangelisch-lutherischer Theologe, Pfarrer, Kirchenrat und Politikbeauftragter der Evangelisch-Lutherischen Kirche in Bayern für die Kontakte zu Staatsregierung und Landtag und für Europafragen.

## Leben und Wirken
Breit studierte Journalistik und war lange Zeit als Texter und Moderator für die evangelische Filmgesellschaft EIKON und für Sat.1 tätig. Im Auftrag der bayerischen Akademie für Presse und des Bayerischen Rundfunks führte er zahlreiche Schulungen durch. Danach studierte er Evangelische Theologie in Erlangen und Tübingen. Nach seinem Vikariat in Baldham war er ab 1989 als Gemeindepfarrer in Unterhaching tätig. 1992 wurde er Referent des Landeskirchenamtes München und gründete als Pressesprecher deren Medienabteilung die Bereiche Presse, Öffentlichkeit und Publizistik. Im Oktober 2002 übernahm er die neu geschaffene Position als Landeskirchlicher Politikbeauftragter für die Beziehungen der Kirchenleitung zum Bayerischen Landtag, zur Staatsregierung und für Europafragen. In diesem Amt hält er engen Kontakt zum Bevollmächtigten des Rates der EKD bei der Bundesrepublik Deutschland und der EU sowie der Außenstelle des Bevollmächtigten in Brüssel. Im Mai 2017 ist er in den Rundfunkrat des Bayerischen Rundfunks (BR) berufen worden.
Dieter Breit ist seit 1998 mit Susanne Breit-Keßler verheiratet und lebt in München. Er ist Enkel von Thomas Breit.

## Auszeichnungen
- 2008: Bayerische Verfassungsmedaille in Silber[6]
- 2015: Bayerische Verfassungsmedaille in Gold. Mit der Ehrung würdige man Breits „verdienstvolle Pionierarbeit“. Er habe sich in Krisensituationen als „sensibler Dialogpartner und Vermittler“ bewährt und sich auch bei der seelsorglichen Begleitung von Politikern herausragende Verdienste erworben.[7]
- 2021: Bayerischer Verdienstorden[8]

## Veröffentlichungen
- Evangelisch in Bayern: nördlich und südlich der Donau unterwegs. Evangelisch-Lutherische Kirche in Bayern, München 1995.
- Alle Gewalt geht vom Volke aus: Daten und Denkanstöße zur Landtagswahl in Bayern 2003. In: Nachrichten der Evangelisch-Lutherischen Kirche in Bayern, hrsg. im Auftrag des Evangelisch-Lutherischen Landeskirchenrates, München 2003, S. 302–310.
- mit Nora Andrea Schulze: Sonderausgabe anlässlich 80 Jahre Barmer Theologische Erklärung. Evangelischer Presseverband, München 2014.

als Herausgeber
- Aufstand des Gewissens: Erinnerung an Wilhelm von Pechmann (1859–1948); Texte und Bilder der Gedenkveranstaltung der Landessynode der Evangelisch-Lutherischen Kirche in Bayern in Memmingen (1998), Landessynode der Evangelisch-Lutherischen Kirche in Bayern, München 1998.
- Schuld und Verantwortung. Ein Wort der Kirche zum Verhältnis von Christen und Juden. Tagung der Landessynode der Evangelisch-Lutherischen Kirche in Bayern in Nürnberg, 1998 Texte und Bilder, München 1999, ISBN 978-3-00-004129-7.
- Dem Glauben und dem Leben dienen. Die Bayerische Landeskirche und ihre Handlungsfelder, Evangelischer Presseverband für Bayern, München 2000, ISBN 978-3-58333104-4.